# Franco neocaledonio

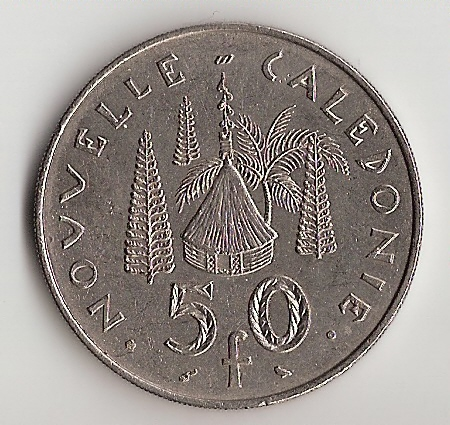
Moneda Franco neocaledonio

El franco fue la moneda de curso legal de Nueva Caledonia y también de Wallis y Futuna. Se subdivide en 100 céntimos.

## Historia
Hasta 1873, el franco francés fue distribuido en Nueva Caledonia. En ese año se emitieron billetes específicamente para su uso en la isla, circulaban junto con monedas francesas. En 1945, el franco CFP fue presentado, las monedas fueron acuñadas en Nueva Caledonia desde 1949. El franco CFP se publica también en la Polinesia Francesa y fue utilizado en las Nuevas Hébridas hasta 1967. Desde 1985, los billetes se han emitido con forma única tanto para Nueva Caledonia y la Polinesia Francesa, aunque se siguen emitiendo monedas diferentes.

## Monedas
En 1949, monedas de aluminio de 50 céntimos, 1 y 2 francos fueron acuñadas y puestas a circular, fueron seguidas por las monedas, también de aluminio, de 5 francos en 1952. Las piezas de 50 céntimos se publicaron sólo en 1949. En 1967, fueron acuñadas numismas de níquel valuadas en 10, 20 y 50 francos, fueron seguidas por las monedas de 100 francos, de bronce de níquel, en 1976.
El diseño general de las monedas no ha cambiado desde su introducción y el anverso ha sido siempre idéntico a la de las monedas del franco de Polinesia Francesa. Los únicos cambios notables fueron la eliminación del texto "Unión Francesa" después de 1952 y la adición de las iniciales "I.E.O.M." (Institut d'émission d'outre-mer) para el anverso, en 1972.
En este momento hay siete denominaciones en circulación. Sólo las piezas de 50 céntimos han perdido vigencia. Las monedas de 1, 2 y 5 francos muestran el ave nacional, el Rhynochetos jubatus. La moneda de 10 francos cuenta con un barco de las tribus indígenas. La de 20 francos muestra tres cabezas de ganado. Las monedas de 50 y 100 francos ofrecen el mismo diseño. Tienen una choza típica de los pueblos indígenas, con un árbol de palma detrás de ella, y tres hojas de palma de los alrededores.
| Denominación | Emisión | Material         | Forma    |
| ------------ | ------- | ---------------- | -------- |
| 50 Céntimos  | 1949    | Aluminio         | Circular |
| 1 Franco     | 1949    | Aluminio         | Circular |
| 2 Francos    | 1949    | Aluminio         | Circular |
| 5 Francos    | 1952    | Aluminio         | Circular |
| 10 Francos   | 1967    | Níquel           | Circular |
| 20 Francos   | 1967    | Níquel           | Circular |
| 50 Francos   | 1967    | Níquel           | Circular |
| 100 Francos  | 1976    | Bronce de Níquel | Circular |

## Billetes
Entre 1873 y 1878, la Compañía de la Nueva Caledonia introdujo billetes de 5 y 20 francos. Estos fueron seguidos en 1875 por las denominaciones impresas en el Banco de la Nueva Caledonia valuadas en 5, 20, 100 y 500 francos. Desde la década de 1890, el Banco de Indochina emitió billetes de Numea en denominaciones de 5, 20, 100 y 500 francos.
Entre 1914 y 1923, los sellos de correos fueron usados como dinero. Las primeras denominaciones eran sellos de cartón estampados con el valor de 25 y 50 céntimos, 1 y 2 francos. La segunda serie eran valores de 25 y 50 céntimos.
Entre 1918 y 1919, el Tesoro de Numea presentó billetes con valores de 50 céntimos, 1 y 2 francos. Luego estos en 1942 con el nombre de  Francia Libre fueron impresos los valores mencionados antes, y luego se sumaron billetes de 5 y 20 francos en 1943.
En 1969, el Instituto de Emisión de Ultramar de Numea se hizo cargo de la emisión de papel moneda, presentando una serie de billetes de 100, 500, 1.000 y 5.000 francos. Los de 100 y 1.000 francos notas tienen dos variantes. La serir anterior carecía del título estatal "República Francesa". Los de 500 y 5.000 francos han tenido el título estatal desde su introducción. El papel moneda valuado en 100 francos fue retirado de la circulación y sustituido por monedas en 1976.
En 1985, se introdujo el billete de 10 000 francos con un diseño común para todos los territorios franceses del Pacífico. Este tipo de emisión, de billetes con formato único, fue introduido en los billetes de 500, 1.000 y 5.000 francos entre 1992 y 1996. El diseño general no ha cambiado desde 1969.